# Imperishable Night
Touhou Eiyashou ~ Imperishable Night. (Nhật: 東方永夜抄 〜 Imperishable Night. (Đông Phuơng Vĩnh Dạ Sao) Hepburn: Tōhō Eiyashō, lit. "Bản sao đêm bất tận phương Đông") là trò chơi chính thức thứ tám của loạt game bắn đạn cuộn màn hình dọc Touhou Project của Team Shanghai Alice và là trò chơi Touhou chính thứ ba được phát hành riêng cho hệ điều hành Windows. Nó được phát hành lần đầu tại Comiket lần thứ 66 vào ngày 15 tháng 8 năm 2004. Trò chơi giới thiệu hệ thống 'cộng sự', cho phép người chơi chuyển đổi giữa hai nhân vật, mỗi nhân vật có kiểu bắn riêng, trong thời gian thực.

## Lối chơi
Imperishable Night là một trò chơi bắn danmaku cuộn theo chiều dọc, trong đó nhân vật của người chơi luôn hướng về phía trên cùng của màn hình, tấn công kẻ thù, né đòn của chúng và phải đối mặt với một con trùm ở cuối mỗi màn.
Imperishable Night là tựa game duy nhất trong series có hệ thống Last Spell. Một số thẻ phép cuối cùng của trùm được gọi là Last Spells, một số là thẻ phép thông thường yêu cầu người chơi tiêu trừ hết thanh máu của trùm, trong khi những thẻ khác chỉ yêu cầu người chơi sống sót cho đến khi hết thời gian. Khi một Last Spell được kích hoạt, người chơi không thể kích hoạt các Bài Phép của riêng mình và sẽ thất bại nếu bị trúng đạn, bất kể họ có bao nhiêu mạng. Người chơi cũng có quyền kích hoạt các Bài Phép được gọi là Last Spell của người chơi, là các Spell card phụ, tồn tại lâu hơn và gây nhiều sát thương hơn, nhưng sẽ tốn gấp đôi đơn vị spell card khi sử dụng, tuơng tự như khi thực hiện một lượt deathbomb.

### Bộ đếm thời gian
Imperishable Night sử dụng bộ đếm 'thời gian', yêu cầu người chơi thu thập một số lượng "điểm thời gian" nhất định, có được theo cách tương tự như điểm thông thường - thu thập các vật phẩm điểm, bắn đạn của kẻ thù hoặc giết kẻ thù. Trò chơi sẽ bắt đầu vào lúc 11:00 tối và với mỗi màn, ba mươi phút hoặc một giờ sẽ trôi qua nếu họ không thu thập đủ thời gian. Người chơi sẽ phải nhận một kết thúc xấu nếu đồng hồ điểm 5:00 sáng. Thời gian cũng sẽ tăng thêm nửa giờ nếu người chơi sử dụng tiếp tục hoặc thất bại bởi bất kỳ thẻ phép cuối cùng nào của Houraisan Kaguya, trùm cuối của trò chơi, cũng là nhân vật duy nhất có nhiều Last Spell. Do hệ thống này, Imperishable Night là trò chơi Touhou duy nhất mà người chơi có thể sử dụng tiếp tục mà vẫn có được kết thúc tốt đẹp.

### Cặp người và yêu quái
Imperishable Night có tổng cộng tám nhân vật có thể chơi được, theo các cặp được thiết lập trước và khi hoàn thành trò chơi với tất cả các đội, trò chơi cho phép người chơi chọn các nhân vật này riêng lẻ. Mỗi cặp bao gồm một con người và yêu quái, với con người là trạng thái bắn ở chế độ bình thường và yêu quái là trạng thái bắn ở chế độ tập trung.
Một thước đo ở góc dưới bên trái của màn hình sẽ theo dõi mức độ của người chơi hoặc yêu quái và ảnh hưởng đến điểm số của người chơi tương ứng. Thước đo, từ -100% (người) đến 100% (yêu quái), được xác định bởi chế độ nào người chơi sử dụng nhiều hơn. Khi người chơi đạt đến 80%, họ có thể thu thập các điểm thời gian bằng cách đánh kẻ thù (với tư cách là con người) hoặc bằng cách lướt đạn các con trùm và tiêu diệt kẻ thù (như một yêu quái). Vì Konpaku Youmu của đội U Linh Trụ Nhân là một nửa ma, nên chỉ số đo của họ được điều chỉnh tương ứng (-50% đến 50% solo, -50% đến 100% trong đội) và giá trị tối thiểu để thu thập điểm thời gian bị giảm.
Một số kẻ thù sử dụng ma thú có thể thay đổi lỗ hổng của chúng tùy thuộc vào việc trạng thái người chơi đang chơi là người hay yêu quái vào lúc này. Những yêu quái này hoàn toàn bất khả xâm phạm khi người chơi chuyển sang yêu quái, nhưng đồng thời những yêu quái này không thể va chạm với người chơi yêu quái và không bắn đạn khi người chơi đang ở trên người chúng. Các lỗ hổng luân phiên của kẻ thù trong trò chơi này được so sánh với Ikaruga. Các con trùm cũng có thể thay đổi các đòn tấn công tiêu chuẩn của chúng tùy thuộc vào trạng thái hiện tại của người chơi, thường là bắn những viên đạn chậm hơn và / hoặc đạn tự ghim người chơi khi người chơi ở chế độ tập trung.

### Chế độ luyện tập bài phép
Chế độ luyện tập Bài phép được mở khóa bằng cách kết thúc trò chơi với kết thúc bình thường (tức là trước khi thời gian trong trò chơi đến 5:00 sáng). Tính năng này cho phép nhân vật / đội luyện tập né hết làn đạn của bất kỳ bài phép nào của trò chơi, miễn là họ đã gặp chúng. Trong chế độ này, người chơi chỉ có một mạng sống và không thể sử dụng các thẻ phép của họ. Hoàn thành thẻ phép ở đây sẽ hiển thị nhận xét của chính người tạo về bài phép hoặc các đặc điểm liên quan đến chúng. Chế độ luyện tập, được giới thiệu trong Embodiment of Scarlet Devil, cho phép người chơi thực hành toàn bộ giai đoạn, miễn là họ đã hoàn thành nó, cũng có mặt trong Imperishable Night.
Chỉ có sẵn trong Chế độ luyện tập bài phép là Last Words, đây thường là những loạt bài phép khó nhất trong trò chơi. Những Spell card này kiếm được bằng cách hoàn thành một số chiến công nhất định như đánh bại trò chơi bằng cách sử dụng một số nhân vật nhất định hoặc hoàn thành được một số lượng Spell card đủ lớn.

## Cốt truyện
Vào đêm trước của Lễ hội ngắm trăng trung thu ở Gensokyo, mặt trăng đã bị thay thế bằng một mặt trăng giả mà không bao giờ có thể trở nên tròn đầy. Để tìm ra mặt trăng thật trước khi mặt trời mọc, các nhân vật chính tìm kiếm người đã đánh cắp mặt trăng, để họ có thể trả lại và ngăn chặn khả năng xảy ra một đêm không thể xảy ra.
Sau nhiều trận chiến, bao gồm cả trận chiến với Reimu hoặc Marisa (tùy thuộc vào nhân vật mà người chơi chọn để chơi là ai), những người cũng đang tìm kiếm câu trả lời, các nhân vật chính đến được Vĩnh Viễn Đình, dinh thự của hung thủ. Khi vào bên trong, họ thấy rằng dinh thự được canh giữ bởi một con thỏ mặt trăng tên Reisen Udongein Inaba. Từ đây, cả đội có thể chọn con đường dẫn đến mặt trăng giả do Yagokoro Eirin gợi ý, hoặc mặt trăng thật, nơi công chúa mặt trăng bị đày ải Houraisan Kaguya đang ẩn náu. Những người đến từ mặt trăng muốn Kaguya đưa Reisen trở về hành tinh quê hương của họ, và vì vậy, cô đã tạo ra mặt trăng giả để cắt đứt liên kết giữa Trái Đất và Mặt Trăng, có nghĩa là họ sẽ không thể tìm thấy Kaguya hay Reisen. Sau đó cả đội chấp nhận "Năm yêu cầu bất khả thi" của Kaguya và chiến đấu cho đến rạng sáng.
Sau khi hoàn thành Năm yêu cầu bất khả thi đó, cả đội được Kaguya đưa ra một thử thách khác trong màn Extra: với nhiệm vụ đánh bại đối thủ của cô, Fujiwara no Mokou. Sau đó, mặt trăng được phục hồi, Kaguya, Reisen và Eirin tiếp tục sống yên bình ở Gensokyo.

## Nhân vật

### Nhân vật chơi được
Ban đầu, người chơi phải chơi với một trong bốn đội đã đặt trước. Sau khi người chơi đánh bại Kaguya với cả 4 đội, thì có thể chơi riêng từng nhân vật. Chơi với tư cách cá nhân thay vì đội sẽ không làm thay đổi câu chuyện.
- Đội Ảo Tưởng Kết Giới (幻想の結界チーム) — Kể từ khi mặt trăng bị thay thế bằng mặt trăng giả, Yukari đã không thể ngủ được. Vì không ra ngoài nhiều, nên cô ấy đã buộc Reimu vào làm hướng dẫn viên.
  - Hakurei Reimu (博麗 霊夢 Hakurei Reimu) — Tấn công bằng bùa tự động ghim.
  - Yakumo Yukari (八雲 紫 Yakumo Yukari) — Yêu quái kiểm soát ranh giới. Tấn công bằng kim châm và thức thần của cô, Ran, người nhắm mục tiêu và tấn công kẻ thù.
- Đội Cấm Chú Vịnh Xướng (禁呪の詠唱チーム) — Bực tức với việc con người không biết chuyện gì đang xảy ra, Alice đã cố gắng tự mình giải quyết bí ẩn, nhưng cuối cùng cô ấy lại hối lộ Marisa bằng những cuốn sách để lôi kéo cô ấy tham gia chung.
  - Kirisame Marisa (霧雨 魔理沙 Kirisame Marisa) — Một phù thủy sống trong Khu rừng Phép thuật. Tấn công bằng cách sử dụng tên lửa ma thuật.
  - Alice Margatroid (アリス・マーガトロイド) — Pháp sư đồng nghiệp của Marisa, người cũng sống trong Khu rừng Phép thuật. Tấn công bằng cách sử dụng búp bê của cô, Shanghai, bắn tia laser.
- Đội Mộng Huyễn Hồng Ma  (夢幻の紅魔チーム) — Remilia cử Sakuya đi điều tra, nhưng cô không nhận thấy có gì bất thường. Sau đó Remilia tự mình ra ngoài để giải quyết vụ việc, với Sakuya theo sau.
  - Izayoi Sakuya (十六夜 咲夜 Izayoi Sakuya) — Hầu gái trưởng của Dinh thự Hồng Ma Quán. Tấn công bằng dao trên một phạm vi lớn.
  - Remilia Scarlet (レミリア・スカーレット) — Cô chủ của Dinh thự Hồng Ma Quán. Có thể đặt quả cầu bắn đạn của cô ấy ở tại chỗ trong khi di chuyển sang nơi khác.
- Đội U Minh Trụ Nhân (幽冥の住人チーム) — Yuyuko và Youmu đều cảm thấy có điều gì đó không ổn từ Minh giới, nhưng Yuyuko không quá tin tưởng vào Youmu để cô ấy tự mình điều tra, vì người có thể quản lý việc phong ấn mặt trăng thực sự phải rất mạnh mẽ, vì vậy cả Yuyuko và Youmu đều lên đường.
  - Konpaku Youmu (魂魄 妖夢 Konpaku Youmu) — Người làm vườn nửa người nửa ma của Minh giới. Bắn với một nửa ma quái của cô ấy, hoạt động như một tùy chọn bắn ngược lại với hướng di chuyển của cô ấy.
  - Saigyouji Yuyuko (西行寺 幽々子 Saigyouji Yuyuko) — Công chúa ma của Minh giới. Tấn công bằng các hồn ma, bao phủ trên một phạm vi rộng lớn.

### Nhân vật trùm
- Wriggle Nightbug (リグル・ナイトバグ) — Trùm chính màn một, là một con yêu quái đom đóm tình cờ cản đường.
- Mystia Lorelei (ミスティア・ローレライ) — Trùm chính màn hai, là một con dạ tước đang chờ đợi, rình rập để sẵn sàng ăn thịt con người.
- Keine Kamishirasawa (上 白 沢 慧 音 Kamishirasawa Keine) - Trùm chính màn ba, và trùm giữa màn Extra. Một giáo viên của terakoya ở Làng Người, người hóa thành Bạch Trạch khi trăng tròn. Keine trở lại với tư cách là trùm phụ trong màn Extra trong dạng Bạch Trạch.
- Hakurei Reimu (博麗 霊夢 Hakurei Reimu) — Là trùm màn bốn khi người chơi chọn đội Marisa/Alice hoặc Sakuya/Remilia. Reimu đang tìm kiếm kẻ đã dừng thời gian trôi qua của màn đêm.
- Kirisame Marisa (霧雨 魔理沙 Kirisame Marisa) — Là trùm màn bốn khi người chơi chọn đội Reimu/Yukari hoặc Youmu/Yuyuko. Giống như Reimu, Marisa đang tìm kiếm bất cứ ai mà cô ấy nghĩ là người đã kéo dài màn đêm.
- Inaba Tewi (因幡 てゐ Inaba Tewi) — Trùm giữa màn năm, một con thỏ yêu quái dựa trên câu chuyện "Thỏ trắng vùng Inaba", người đã cư trú ở Vĩnh Viễn Đình. Cô là thủ lĩnh của những chú thỏ trên đất của Vĩnh Viễn Đình. Mặc dù cô có tính cách gian xảo, hay lừa gạt, chơi khăm nhưng cô cũng được coi là người mang lại may mắn.
- Reisen Udongein Inaba (鈴仙・優曇華院・イナバ) — Trùm chín màn năm, là một con thỏ mặt trăng đã bỏ trốn khỏi Mặt trăng khi đang xảy ra chiến tranh với Trái Đất, hiện là đồ đệ của Eirin. Cô ấy có khả năng khiến mọi người phát điên bằng đôi mắt của mình - chủ yếu ở dạng ảo giác - cũng như giao tiếp thần giao cách cảm với đồng loại. Cô cũng có quyền kiểm soát các loại sóng, chẳng hạn như sóng ánh sáng, sóng não, sóng điện từ, cũng như sóng âm thanh.
- Yagokoro Eirin (八意 永琳 Yagokoro Eirin) — Trùm chính của màn sáu, con đường A, và trùm giũa màn sáu, con đường B. Là một dược sĩ bậc thầy, người từ lâu đã sản xuất Bồng Lai Dược cho Kaguya, khiến Kaguya bị lưu đày khỏi mặt trăng. Cô ấy là bộ não của Vĩnh Viễn Đình. Dựa trên vị thần Shinto Omoikane.
- Houraisan Kaguya (蓬莱山 輝夜 Houraisan Kaguya) — Trùm chính của màn sáu, con đường B. Nhân vật của cô được dựa trên Kaguya-hime trong Chuyện ông lão đốn tre (còn được gọi là Nàng tiên trong ống tre), người ban đầu đến từ mặt trăng nhưng hiện đang sống như một thường dân ở Ảo tưởng Hương, trốn tránh các sứ giả Mặt Trăng muốn cô trở lại.
- Fujiwara no Mokou (藤原 妹紅) — Trùm chính màn Extra, một cô gái, bằng một cách tình cờ nào đó, đã uống phải Bồng Lai Dược và trở nên bất tử. Cô có mối hận thù kéo dài hàng thiên niên kỷ đối với Kaguya vì đã làm nhục cha cô khi ông tìm kiếm Kaguya để kết hôn. Không thể chết bằng mọi cách, cô và Kaguya đã tấn công lẫn nhau và hồi sinh trong suốt hàng nghìn năm.

## Phát triển
Imperishable Night được tạo ra bởi Team Shanghai Alice, bao gồm một thành viên duy nhất, lấy biệt danh là ZUN. ZUN đã quan tâm đến việc tạo ra một trò chơi danmaku trong đó người chơi có thể chuyển đổi giữa hai nhân vật dễ dàng trong trò chơi, vì ông tin rằng chưa có nhiều trò chơi kết hợp một hệ thống như vậy. Ý tưởng cho Imperishable Night từ đó bắt đầu với mong muốn này, và cốt truyện được viết sau đó để chứng minh cho hệ thống này. ZUN đã cân nhắc ý tưởng cho Embodiment of Scarlet Devil, nhưng ông ấy cảm thấy rằng việc có những nhân vật có thể chơi được mà chưa từng được giới thiệu trước đó sẽ không được tự nhiên. Vì vậy, ông ấy quyết định tạo ra hệ thống này trong trò chơi thứ ba của Team Shanghai Alice, Imperishable Night, để ông ấy có thể giới thiệu các nhân vật mới từ các bản trò chơi tiền nhiệm.
ZUN đặc biệt khó tìm được một nhân vật yêu quái để ghép cặp với Reimu và Marisa. Cuối cùng, ZUN đã chọn Alice từ các trò chơi PC-98 để làm bạn đồng hành của Marisa vì ông nghĩ rằng Alice là "phiên bản Yêu quái của Marisa", và do đó đã giới thiệu lại cô trong Perfect Cherry Blossom. Yukari được chọn trở thành đồng đội của Reimu vì tính cách của họ khá tương đồng, khiến họ trở nên phù hợp một cách tự nhiên.

## Đón nhận
Viết cho Gamasutra, Michael Molinari đã chỉ ra một khía cạnh của thiết kế màn chơi của Imperishable Night để phân tích: trùm chính ở màn hai có một khả năng có thể giới hạn tầm nhìn của người chơi và nói rằng "điều đó mang lại sự căng thẳng, phấn khích, vui vẻ nhất, v.v., bất chấp nó đơn giản hóa trò chơi và đưa tôi đến những gì nguyên thủy nhất của cơ học (quá trình chuyển động) ". Sau đó, ông tiếp tục nói rằng cách trình bày và cơ chế của các làn đạn không chỉ giúp điều này có thể diễn ra mà còn làm cho nó trở nên "đáng giá và đáng nhớ".

## Phương tiện truyền thông liên quan
Đông Phương Manh Nguyệt Sao (東方儚月抄) là phần mở rộng của câu chuyện trong Imperishable Night, được chia thành ba phần, mỗi phần được thực hiện bởi một tạp chí Ichijinsha khác nhau. Thành phần chính, Silent Sinner in Blue, là một bộ manga được đăng nhiều kỳ trên Comic Rex hàng tháng; chính nhờ Silent Sinner in Blue mà cốt truyện chính mới tiến triển. Cage in Lunatic Runagate là một bộ light novel được đăng nhiều kỳ trong Chara Mel hàng quý; nó tập trung vào quan điểm của các nhân vật xung quanh câu chuyện. Cuối cùng, The Inaba of the Moon and the Inaba of the Earth (月 の イ ナ バ と 地上 の 因 幡, Tsuki no Inaba to Chijō no Inaba) là một bộ yonkoma vui vẻ tập trung vào Reisen và Inaba Tewi. Cốt truyện của Đông Phương Manh Nguyệt Sao tổng thể xoay quanh những xáo trộn ở Nguyệt Đô, kế hoạch xâm chiếm mặt trăng của Yukari và chuyến đi bằng tên lửa của Remilia lên mặt trăng.
Ichijinsha đã tìm kiếm ZUN cho dự án này trước khi ông bắt đầu phát triển tựa game Mountain of Faith, và ZUN đã từng có ý định làm manga về trò chơi sắp tới. Tuy nhiên, khi quá trình phát triển của Mountain of Faith tiến triển, ZUN quyết định rằng ông ấy nên dựa trên các câu chuyện mà người hâm mộ Touhou đã quen thuộc. Vì điều này, ông chuyển sang Imperishable Night vì cảm thấy trò chơi không có nhiều chỗ để phát triển nhân vật mặc dù có một dàn nhân vật phong phú như vậy. Với ba phần phương tiện truyền thông chớp nhoáng, ZUN hy vọng rằng bộ truyện sẽ mở rộng thêm về suy nghĩ nội tâm của các nhân vật.